# Хипоконус
Хипоконусът е главна туберкула, намерена на кътниците на горното съзъбие на хоминидите и други живородни бозайници. Намира се на дистална лингвална страна на зъба. Подхожда се вътре в браздите на долното съзъбие и е приспособление за общо раздробяване и смилане на храната, използващо оклузална (дъвкателна) страна на повърхността на зъба, като оклузия и дъвчене. Неговата сила е дължима по дебелината на емайла, която различава от зъбите на видовете хоминиди. Хипоконусът появява независимото напредване на повече от двадесет вида бозайници, живели през ценозоя.
Други туберкули на човек на горните кътници включват параконус, метаконус и протоконус.